# Ursus nella terra di fuoco
Ursus nella Terra di Fuoco (bra: Ursus na Terra do Fogo) é um filme italiano de 1963, dos gêneros aventura e drama, dirigido por Giorgio Simonell. 

## Sinopse
O filme conta a história de um vilão general ambicioso e cruel que assassina o rei, colocando-se em seu lugar e empossando a sobrinha má, do rei anterior, como sua rainha. Assim que conquista o trono, ele declara guerra aos vizinhos pacíficos, eliminando suas mulheres e escravizando seus homens. Então aparece Ursus, o herói da história. 
Em um torneio, Ursus desafia a autoridade de Hamilan e vence, mas mesmo sendo vencedor, ele é preso e forçado a trabalhar em uma fábrica de munição, sob torturas a chicotes de um capataz, enquanto a filha virtuosa do rei anterior é atormentada pela nova rainha, sua prima má. Ursus, então condenado a uma execução lenta e sob tortura, se liberta e assim começa uma revolta liderada por ele mesmo, tendo o apoio dos demais pacíficos, contra o rei assassino e usurpador.

## Elenco
- Ed Fury (Ursus)
- Claudia Mori (Mila)
- Adriano Micantoni (Hamilkar)
- Nando Tamberlani (Lotar)
- Luciana Gilli (princesa Diana)
- Pietro Ceccarelli (Lero)
- Giuseppe Addobbati (magistrado)